# الکساندر جی. باری
الکساندر گرنت باری (به انگلیسی: Alexander Grant Barry) سناتور سابق عضو حزب جمهوری‌خواه ایالات متحده آمریکا بود. وی در سال ۱۹۳۸ تا ۱۹۳۹ میلادی سناتور ایالت اورگن در سنای ایالات متحده آمریکا بود.